# Vincenz Weber

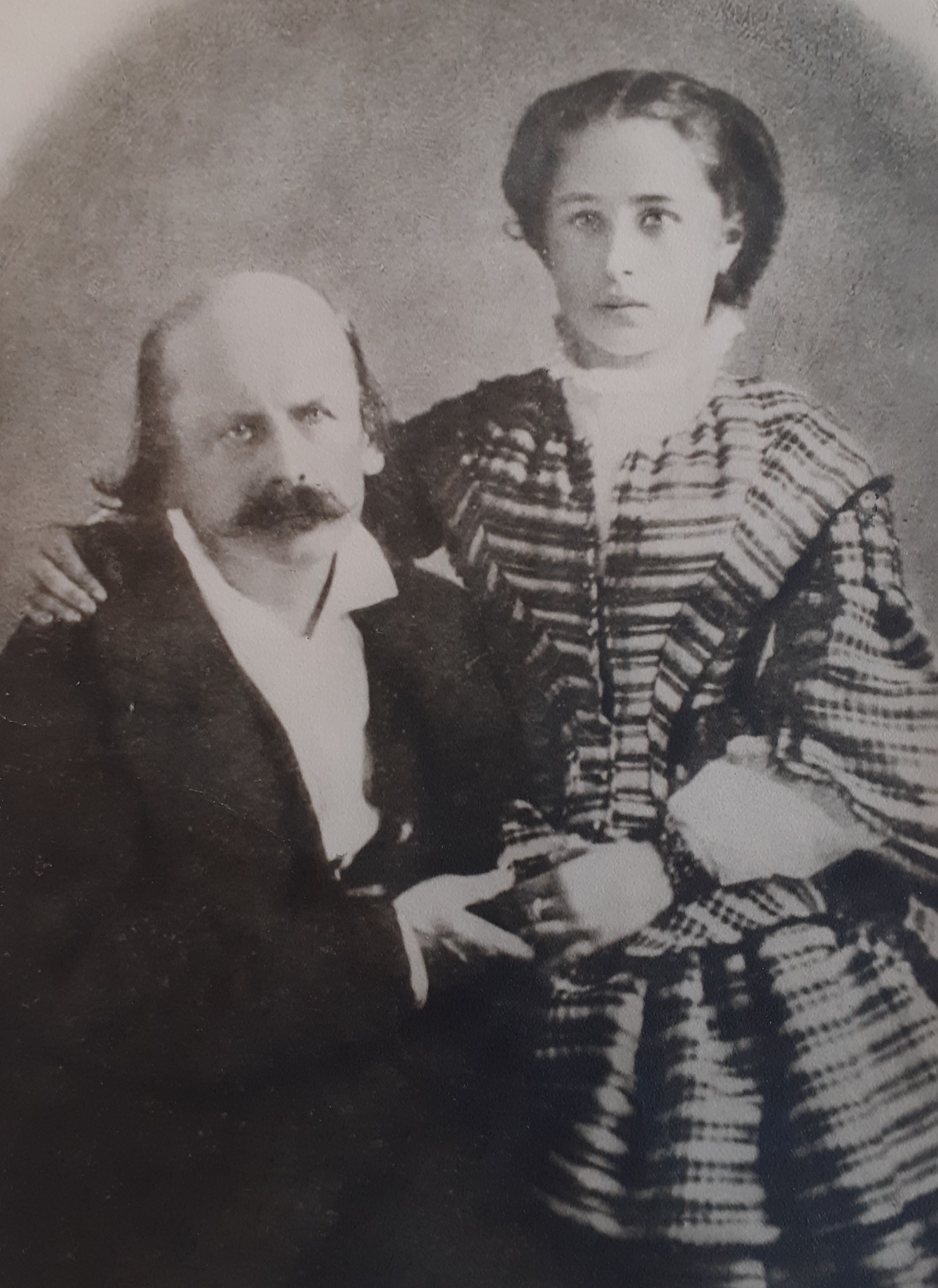
Vinzenz Weber mit einer seiner Töchter

Vincenz P. Weber (in manchen Publikationen auch Vincenz de Paula Weber; * 11. Januar 1809 in Trautenau; † 5. August 1859 in Mährisch-Trübau) war ein böhmischer Arzt und Dichter.

## Leben
Vinzenz Weber kam am 11. Januar 1809 als ältester Sohn des Steuereinnehmers Johannes Franciscus Weber und seiner Ehefrau Anna (geb. Feist) in Trautenau Nr. 60 zur Welt. Er besuchte das Gymnasium in Königgrätz, wo sich sein Onkel Vincenz, zu der Zeit Professor der Theologie am bischöflichen Seminar, um ihn kümmerte. Seine philosophischen Studien absolvierte er in Brünn, zum Fachstudium der Medizin ging er an die Universität Wien.
Bereits in seiner Zeit in Königgrätz und Brünn widmete er sich literarischen Arbeiten, obwohl das von seiner Familie nicht gern gesehen wurde – sie drängte ihn vielmehr, die Schriftstellerei aufzugeben und sich mehr auf das Studium zu konzentrieren. Eine Forderung, die er nicht erfüllen konnte – zu wichtig war ihm seine literarische Tätigkeit. 1837 erschien in der von Rudolf Glaser in Prag frisch gegründeten Zeitschrift „Ost und West, Blätter für Kunst, Literatur und geselliges Leben“ erstmals einer seiner Texte: Besuch in der Prager Irrenanstalt zu St. Katharina . Im Sommer 1838 vollendete er in Prag die historische Oper Heinrich IV. Die mit einem befreundeten Komponisten vereinbarte Vertonung kam allerdings nie zustande.
Noch während des Studiums, 1836, heiratete Vinzenz Weber Rosa Eichhorn. Am 8. September 1838 kam in Trautenau das erste von insgesamt sechs Kindern, Richard Romuald, zur Welt.
1839 schloss Weber sein Medizinstudium mit einer Dissertation über Hämoptoe bei Joseph Cornelianus ab. Nach einer Reise durch Italien eröffnete er in seiner Heimatstadt Trautenau seine erste Praxis. Am 1. August 1839 starb sein Vater, Johannes Weber, 76-jährig an Lungenlähmung. Bald darauf übersiedelte die Familie nach Zwittau, wo Weber sowohl als Allgemein- als auch Augenarzt praktizierte.
Der erste literarische Erfolg stellte sich 1845 ein: Am 17. April wurde sein Stück Spartacus am Wiener Burgtheater uraufgeführt und vom Publikum mit großer Begeisterung aufgenommen, wie die „Sonntagsblätter für heimatliche Interessen“ in der Ausgabe von 1845 berichten: „der Dichter wurde fünfmal gerufen, einzelne Stellen und Situazionen [sic!] lebhaft beklatscht und dem Publikum der Beweis für unsere im vorigen Jahre von unserem Lesekreise im Vertrauen hingenommene Empfehlung geliefert“.
Auf Betreiben seines Freundes, des Apothekers Florian Czerny, zog er 1847 nach Mährisch-Trübau und nahm die – unbesoldete – Stelle eines Stadtphysicus an, zu der später auch die Pflichten eines Bezirks- und Gerichtsarztes kamen.
Im Oktober 1849 wurde ein weiteres seiner Bühnenstücke, die Wahabitin, am Burgtheater uraufgeführt – allerdings mit mäßigem Erfolg. Friedrich Hebbel, der auch diese Gelegenheit nützte, den 1845 ernannten Burgtheaterdirektor Heinrich Laube zu attackieren, bezeichnete das Stück als einen „in Szene gesetzten Operntext“ und schloss seine ausführliche Kritik mit den Worten: „Die Kunst der Schauspieler und die Rücksicht des Publikums auf die Anstrengungen derselben bewahrte das Stück vor einem gänzlichen Durchfall“. Doch auch durchaus wohlwollende Beurteilungen der Aufführung, wie die in der Zeitschrift „Der Wiener Zuschauer“, mussten die Schwächen des Stückes eingestehen: „Trefflich ist die Zeichnung der Charaktere, mancher tiefe und fruchtbare Gedanke ist in schimmernde Worte und lebendfrische Bilder gekleidet wie kostbare Perlen in bunte Muscheln, und doch ließ das Stück - kalt!“
Rößler, der nach eigenen Angaben seine Kenntnisse der Lebensumstände Vincenz Webers von dessen Sohn Mag. pharm. Leo Weber sowie dem Bürgerschuldirektor von Mährisch Trübau, Alois Czerny, bezog, berichtet, dass ihm weitere Bühnenwerke zuerst zur Überarbeitung zurückgegeben, letztlich aber doch nicht angenommen wurden. Heinrich Laube soll angeblich 1853 das Stück Der letzte Ritter zurückgewiesen haben, weil er es für nicht spielbar hielt. 1854 ereilte den Paracelsus, ein Auftragswerk für das Theater an der Wien, das gleiche Schicksal.
Seine letzten Lebensjahre verbrachte Weber bitter enttäuscht und gesundheitlich schwer angeschlagen. Kurz vor seinem Tod verbrannte er alle unveröffentlichten Manuskripte, an etlichen hatte er viele Jahre lang gearbeitet, darunter die mehrbändigen Romane Der Philosoph des 19. Jahrhunderts und Das Mädchen von Sebele.
Am 5. August 1859 starb er, knapp 50-jährig, an einem Lungenleiden.
Seine Grabstätte liegt in unmittelbarer der Nähe zum Lapidarium, einem Ensemble von Renaissance-Grabmälern, am Friedhof von Mährisch-Trübau.

## Werke (Auswahl)
- Heinrich IV. Oper in drei Akten, 1839.
- Spartacus, Wien 1846, Uraufführung am 16. April 1845 am Wiener Burgtheater, digitale Ausgabe
- Die Wahabitin, Ein Trauerspiel in vier Akten, 1849 (Uraufführung am Wiener Burgtheater).
- Der letzte Ritter, 1852.
- Paracelsus, Wien 1854, digitale Ausgabe
- Athenais, 1857.